# G3: Rockin' in the Free World
G3: Rockin' in the Free World dvostruki je uživo album projekta G3 koji je sniman u Kansas Cityu u listopadu 2003. godine.Materijal albuma je napravljen na turneji u kojoj sudjeluju Joe Satriani, Steve Vai i kao gost Yngwie Malmsteen

## Popis pjesama

### Disk 1

#### Joe Satriani
Sve pjesme napisao je Joe Satriani.
1. "The Extremist" - 3:51
2. "Crystal Planet" - 4:41
3. "Always with Me, Always with You" - 4:16
4. "Midnight" - 3:05
5. "The Mystical Potato Head Groove Thing" - 5:32

#### Steve Vai
Sve pjesme napisao je Steve Vai.
1. "You're Here" - 3:33
2. "Reaping" - 7:05
3. "Whispering a Prayer" - 9:27

#### Yngwie Malmsteen
Sve pjesme napisao je Yngwie Malmsteen (osim koje su naznačene).
1. "Blitzkrieg" - 2:48
2. "Trilogy Suite Op. 5: The First Movement" - 8:07
3. "Red House" (Jimi Hendrix) - 4:25
4. "Fugue" - 3:37
5. "Finale" - 2:54

### Disc 2

#### The G3 Jam
Sve pjesme napisao Jimi Hendrix (osim koje su naznačene).
1. "Voodoo Child" - 10:46
2. "Little Wing" - 6:08
3. "Rockin' in the Free World" (Neil Young) - 12:29

## Osoblje

### Joe Satriani
- Joe Satriani - prva gitara, vokal
- Galen Henson - ritam gitara
- Matt Bissonette - bas-gitara
- Jeff Campitelli - bubnjevi

### Steve Vai
- Steve Vai - prva gitara, vokal
- Dave Weiner - ritam gitara
- Billy Sheehan - bas-gitara
- Tony MacAlpine - klavijature,prva gitara
- Jeremy Colson - bubnjevi

### Yngwie Malmsteen
- Yngwie Malmsteen - gitara, vokal
- Mick Cervino - bas-gitara
- Jocke Svalberg - klavijature
- Patrick Johannsen - bubnjevi